# Cheiridium chamberlini
Cheiridium chamberlini är en spindeldjursart som beskrevs av Dumitresco och Traian Orghidan 1981. Cheiridium chamberlini ingår i släktet Cheiridium och familjen dvärgklokrypare. Inga underarter finns listade i Catalogue of Life.